# Arthur Seyss-Inquart
Arthur Seyss-Inquart (rojen kot Arthur Zajtich), avstrijski pravnik in politik, * 22. julij 1892, Stonařov, Moravska, Avstro-Ogrska, † 16. oktober 1946, Nürnberg, Nemčija.
Seyss-Inquart je bil minister za notranje zadeve Avstrije (1938), kancler Avstrije (1938), minister brez listnice Nemčije (1938–1945) in minister za zunanje zadeve Nemčije (1945).
Med drugo svetovno vojno (1940–1945) je bil rajhovski komisar (Reichskommissar) na Nizozemskem.
Leta 1946 je bil na Nürnberškem procesu obsojen na smrt, in obešen.